# Нокелайнен, Илона Марленовна
Илона Марленовна Нокелайнен (род. 18 ноября 1960) — советская и российская арфистка. Заслуженная артистка Российской Федерации. Лауреат Всесоюзного конкурса арфистов в Москве, лауреат международного конкурса арфистов Академии Санта-Чечилия в Риме, лауреат Международного конкурса «Трибуна молодых исполнителей» в Братиславе. Солист Национального филармонического оркестра России. 

## Биография
Илона Нокелайнен родилась в Карелии в 1960 году. Проходила обучение высшей музыкальной грамоте в Московской консерватории имени П. И. Чайковского. Является одной из лучших учениц российской арфистки, профессора Веры Дуловой. Илона является лауреатом Всесоюзного конкурса арфистов, который проходил в Москве, а также лауреатом Международного конкурса арфистов Академии Санта-Чечилия в Риме. Кроме того, она стала лауреатом Международного конкурса «Трибуна молодых исполнителей», который проходил в Словакии, в Братиславе. Участница Всемирных конгрессах арфистов в нидерландском Маастрихте и австрийской Вене.
Она постоянно принимает участие в составе коллективов камерных ансамблей, а также выступает в роли солистки, исполняя произведения для арфы с оркестром. Во многих ведущих симфонических оркестрах России Илона работала и исполняла партии арфы. Яркая афристка, которая рабатала с такими дирижёрами, как: С.Сондецкис, Т.Курентзис, Ю.Симонов и другие. С 2003 года является солисткой Национального филармонического оркестра России.
Нокелайнен принимала участие и выступала на многих ведущих концертных площадках мира, в:  венском Мюзикферайне, амстердамском Консертгебау, лондонском Альберт-холле, Карнеги-холле, лейпцигском Гевандхаусе, парижском Плейеле и Театре на Елисейских полей, театре Ла Скала. Артистка произвела серию записей в «золотой фонд» Всесоюзного радио, часть из которых вошла в два изданных ею компакт-диска.
В 2006 году в соответствии с Указом Президента Российской Федерации была удостоена звания «Заслуженной артистки России».

## Награды и звания
- Заслуженная артистка Российской Федерации (01.08.2006) - за заслуги в области искусства.
- Лауреат Всесоюзного конкурса арфистов в Москве,
- лауреат международного конкурса арфистов Академии Санта-Чечилия в Риме,
- лауреат Международного конкурса «Трибуна молодых исполнителей» в Братиславе.